# Sengelsberg (Böhne)

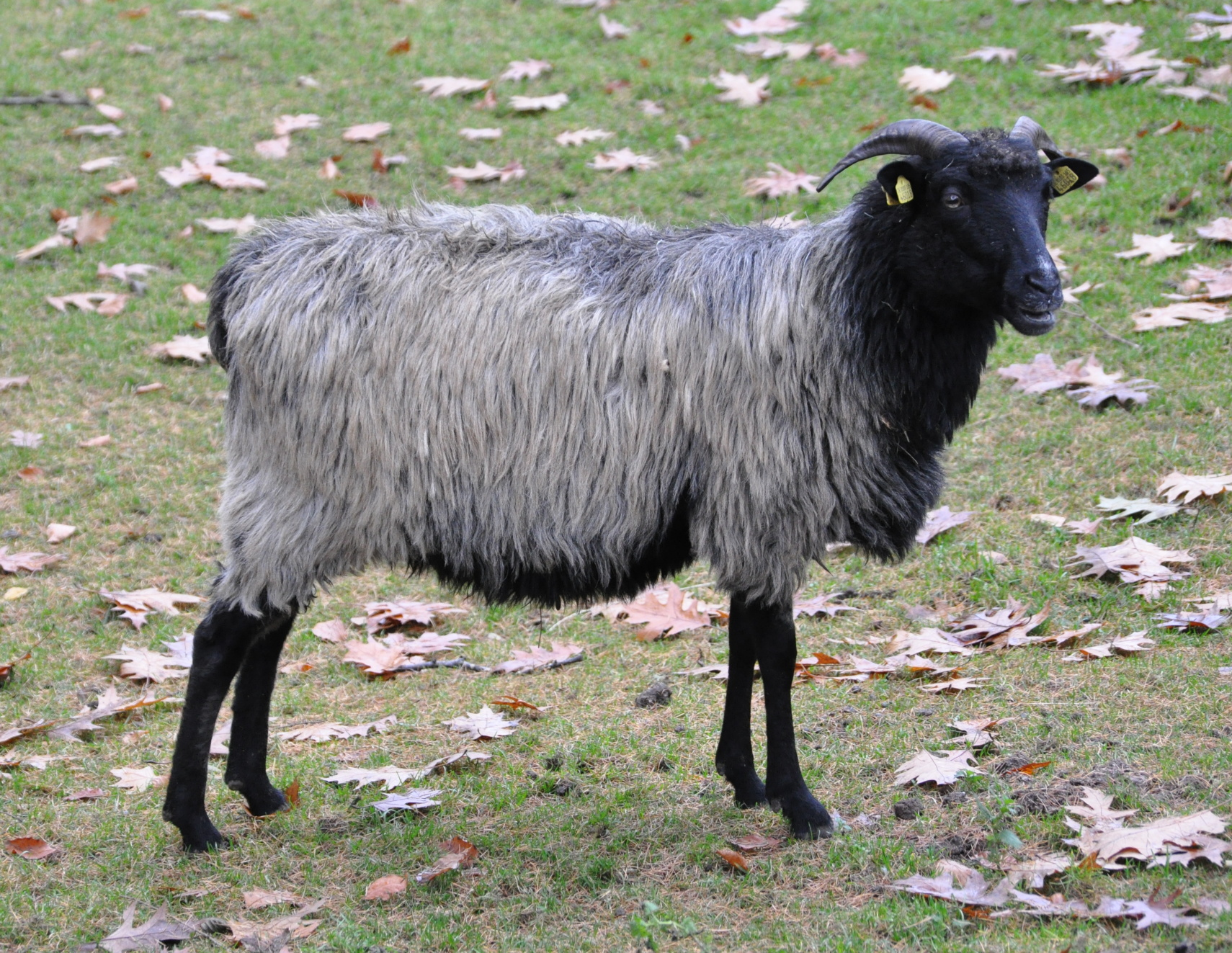
Graue Gehörnte Heidschnucke

Der Sengelsberg in den Ostwaldecker Randsenken ist ein etwa 400 m ü. NHN hoher Berg bei Böhne im nordhessischen Landkreis Waldeck-Frankenberg.

## Geographische Lage
Der Sengelsberg liegt im Netzehügelland etwa 900 m nordwestlich von Böhne, einem vom Kißbach durchflossenen Ortsteil der Gemeinde Edertal. In Richtung Norden und Nordosten leitet die Landschaft zum nahen Naturpark Habichtswald über und nach Süden und Südwesten zum nahen Naturpark Kellerwald-Edersee mit dortigem Edersee über. Östlich und nördlich vorbei am Berg führt die Kreisstraße 26 von Böhne zum nordwestlichen Netze und südlich die K 27 von Böhne zum südwestlichen Buhlen, wobei Netze und Buhlen an der etwas westlich des Bergs fließenden Netze liegen.

## Naturräumliche Zuordnung
In der naturräumlichen Haupteinheitengruppe Westhessisches Bergland (Nummer 34) gehört der Sengelsberg in der Haupteinheit Ostwaldecker Randsenken (341) in der Untereinheit Wildunger Senke (341.5) zum Naturraum Netzehügelland (341.50).

## Berghöhe
Der Sengelsberg ist etwas mehr als 400 m hoch. Etwa 100 m südlich seiner oberhalb der 400-m-Höhenlinie befindlichen Gipfelregion ist auf topographischen Karten ein trigonometrischer Punkt auf 399,8 m Höhe verzeichnet.

## Flora und Fauna
Die Sengelsberg-Hochlagen werden landwirtschaftlich genutzt, auf seiner Südflanke liegt ein Wäldchen. Dort gedeihen auch Wacholderheiden und orchideenreicher Magerrasen. Es wurde eine kleine Herde Grauer Gehörnter Heidschnucken angesiedelt, die durch intensives Grasen die Wacholderheiden und den Magerrasen vor Verwucherung schützen und somit erhalten sollen.
Ein 1,61 Hektar großes Teilgebiet auf der Südflanke des Sengelsbergs ist als für seltene Amphibienarten wichtiges Biotop als Naturdenkmal Sengelsberg ausgewiesen. Dort gibt es eines der letzten nordhessischen Vorkommen der Kreuzkröte, und zur Sicherung ihres Lebensraumes werden dort von örtlichen Naturfreunden Biotopgestaltungsmaßnahmen durchgeführt.

## Wandern und Aussichtsmöglichkeit
Der Sengelsberg ist für Wanderer zum Beispiel auf dem über seine Kuppe führenden Habichtswaldsteig zu erreichen, der am etwas nordwestlich gelegenen Steinbachskopf (332,6 m) den Herkulesweg kreuzt. Von seinen Hochlagen bietet sich ein weiter Blick in das Tal der Eder und zum Schloss Waldeck, aber auch auf das nahe Böhne.